# Patricio Rey Sommer
Patricio Alberto Rey Sommer (27 de marzo de 1978) es un ingeniero civil industrial y político chileno. Fue intendente de la Región de O'Higgins.

## Biografía
Es hijo de un agrónomo oriundo de San Fernando, y de Carmen Sommer, oriunda de Osorno. Tiene una hermana, Consuelo, que es psicóloga.
Se formó primero en el Instituto San Fernando perteneciente a los Hermanos Maristas de dicha ciudad. Además durante 1994-95 fue estudiante de intercambio escolar en el Chillicothe High School en Ohio, Estados Unidos. En 2002 se tituló de ingeniero civil de industrias con un Diploma en Ingeniería de la Computación en la Pontificia Universidad Católica de Chile y en 2003 obtiene un máster en Ciencias de la Ingeniería en la misma casa de estudios.
Está casado con María Isabel Coeymans Zabala y tiene tres hijos (Santiago, Jacinta y Lucía).

## Vida pública
Fue seremi de Planificación (hoy Desarrollo Social) en la región de O'Higgins.
El 19 de abril de 2011 reemplazó a Rodrigo Pérez Mackenna como intendente de O'Higgins. El 16 de noviembre de 2012 dejó el cargo, para postular a un escaño en la Cámara de Diputados.
Se presentó como candidato a diputado por el distrito 33 en las elecciones parlamentarias de 2013, apoyado por la Unión Demócrata Independiente (UDI), en las que obtuvo el segundo lugar con el 17,37% de los votos, pero no resultó elegido al ser desplazado por el PPD Felipe Letelier debido al sistema binominal.

## Historia electoral

### Elecciones Parlamentarias 2013
- Elecciones parlamentarias de 2013 a Diputado por el Distrito 33 (Codegua, Coinco, Coltauco, Doñihue, Graneros, Machalí, Malloa, Mostazal, Olivar, Quinta de Tilcoco, Rengo y Requinoa)[6]

| Candidato                  | Pacto                                      | Partido | Votos  | %     | Resultado |
| -------------------------- | ------------------------------------------ | ------- | ------ | ----- | --------- |
| Ricardo Rincón González    | Nueva Mayoría                              | PDC     | 48.049 | 45,17 | Diputado  |
| Patricio Rey Sommer        | Alianza                                    | UDI     | 18.519 | 17,41 |           |
| Felipe Letelier Norambuena | Nueva Mayoría                              | PPD     | 14.765 | 13,88 | Diputado  |
| Lucía Muñoz Sandoval       | Alianza                                    | RN      | 10.942 | 10,28 |           |
| Carlos Enrique Ortega Aedo | Partido Regionalista de los Independientes | PRI     | 5.818  | 5,46  |           |
| Víctor Lagunas León        | Partido Humanista                          | PH      | 3.651  | 3,43  |           |
| Cristián Rojas Donoso      | Si tú quieres, Chile cambia                | PRO     | 2.768  | 2,60  |           |
| Antonio Rojas Espinoza     | Si tú quieres, Chile cambia                | PRO     | 1.850  | 1,73  |           |